# 小行星21694
小行星21694（21694 Allisowilson）是一颗绕太阳运转的小行星，为主小行星带小行星。该小行星于1999年9月7日发现。

## 轨道参数
小行星21694的轨道半长轴为2.5821201 UA，离心率为0.262。